# Desmatodon inermis
Desmatodon inermis là một loài Rêu trong họ Pottiaceae. Loài này được (Brid.) Mitt. mô tả khoa học đầu tiên năm 1859.